# Międzynarodowy Dzień Języka Ojczystego
Międzynarodowy Dzień Języka Ojczystego (Międzynarodowy Dzień Dziedzictwa Językowego) – coroczne święto obchodzone 21 lutego, które zostało ustanowione przez UNESCO 17 listopada 1999 roku. Jego data upamiętnia wydarzenia w Bangladeszu, gdzie w 1952 roku pięciu studentów uniwersytetu w Dhace zginęło podczas demonstracji, w której domagano się nadania językowi bengalskiemu statusu języka urzędowego. Według ONZ co najmniej 40% spośród języków używanych na świecie w roku 2016 zagrożonych było wyginięciem. Od 1950 r. zanikło 250 języków. Międzynarodowy Dzień Języka Ojczystego ma w założeniu dopomóc w ochronie różnorodności językowej jako dziedzictwa kulturowego.

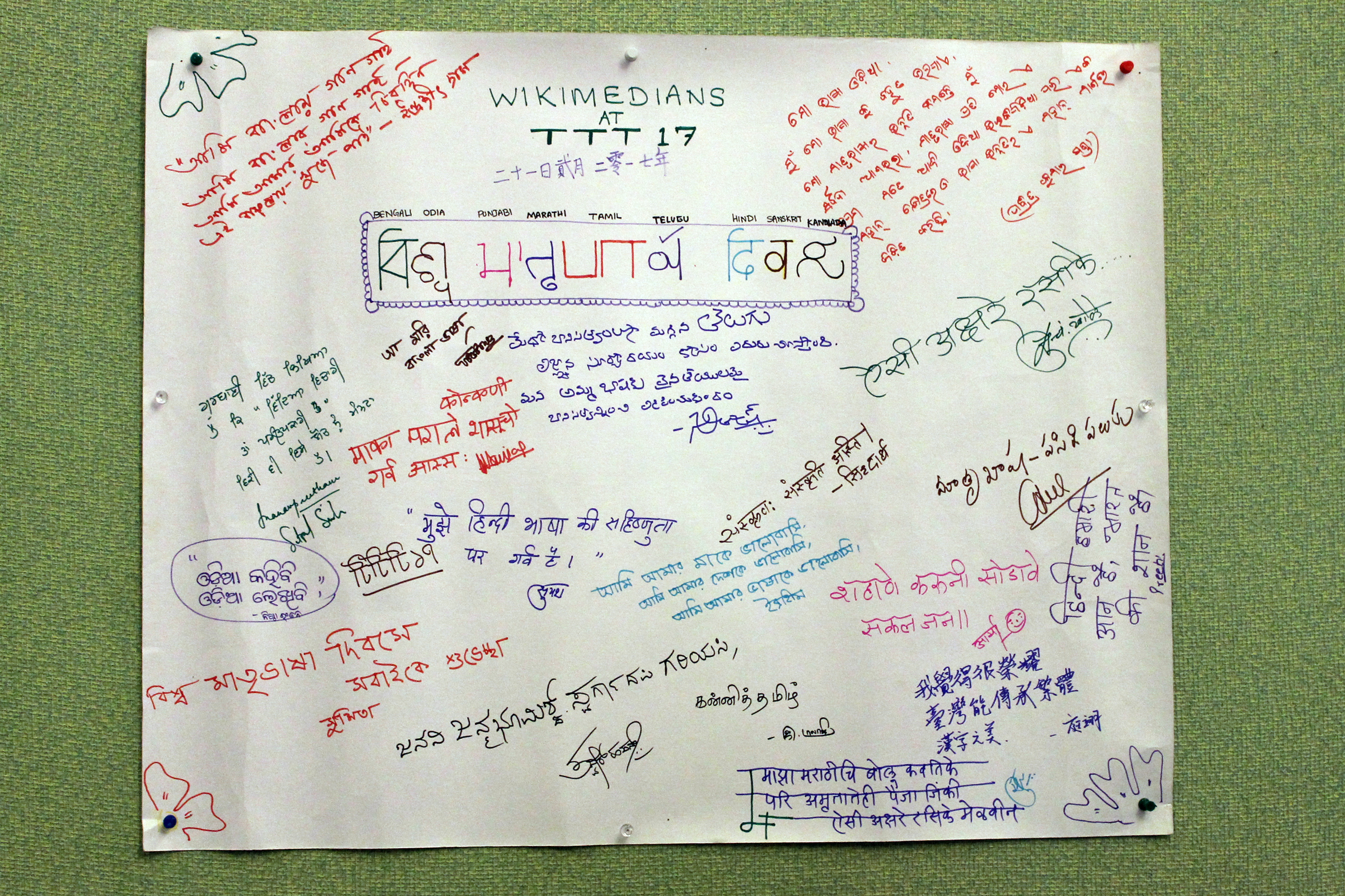
Międzynarodowy Dzień Języka Ojczystego
| rok  | temat                                                           |
| ---- | --------------------------------------------------------------- |
| 2016 | Wysokiej jakości edukacja, języka nauczania a efekty edukacyjne |

## Obchody święta w Polsce
W 2012 roku w Polsce wystartowała kampania społeczna  Ojczysty – dodaj do ulubionych zorganizowana przez Narodowe Centrum Kultury i Radę Języka Polskiego. Ma ona na celu podnoszenie świadomości językowej oraz kształtowanie poczucia odpowiedzialności za polszczyznę.
21 lutego 2013 ruszyła nowa kampania społeczna:  Język polski jest ą-ę. Jej celem jest obrona znaków diakrytycznych i przeciwdziałanie nieużywaniu charakterystycznych polskich liter. Akcję wspierają m.in. prof. Jerzy Bralczyk, Henryk Sawka i Jacek Bryndal, a patronuje jej Rada Języka Polskiego.

### Wydarzenia regionalne
W roku 2011 z okazji święta w Sejmiku Śląskim odbyła się konferencja „Dziyń rodnij mowy (śl.) [Dzień Języka Ojczystego], język regionalny, a język ojczysty”.
Poseł Marek Plura zaapelował do Ślązaków, żeby nie wstydzili się swojej mowy.

21 luty je dziyń rodnij mowy. Dló nos Ślónzoków takóm mowóm je naszo piykno ślónsko godka, kiero łod łojców, a starzików mómy dano. Redujmy sie nióm ze cołkigo serca bez tyn cołki dziyń, a godejmy po naszymu wszandy kaj jyny bydymy – we sklepie, we robocie, we kancylaryji, a nojbarzij dóma przi bajtlach, bo nima gańba godać po ślónsku nikaj!
Plura Marek Poseł ku Polskimu Syjmowi (śl.)
Tłumaczenie:
21 lutego to dzień mowy ojczystej. Dla nas Ślązaków taką mową jest nasz piękny język śląski, który przez rodziców i dziadków jest nam przekazany. Radujmy się nim z całego serca przez cały ten dzień[,] mówiąc po naszemu wszędzie[,] gdzie tylko będziemy – w sklepie, w pracy, w biurze, a najbardziej w domu z dziećmi, bo mówić po śląsku to nie wstyd!

W roku 2014 – przed świętem – Rada Górnośląska zaapelowała o przywrócenie językowej różnorodności Górnego Śląska poprzez – między innymi – prawne ustanowienie śląszczyzny jako języka regionalnego:

Górny Śląsk przez stulecia był tyglem, w którym mieszały się kultury i języki ludów, które w tym regionie się osiedlały. Dzięki temu powstał tutaj społeczny model wielokulturowości, który właśnie w sferze językowej odcisnął największe znamię. Na ulicach górnośląskich miast i wiosek słychać było różnorakie języki, a posługujący się nimi mieszkańcy traktowali to zjawisko całkowicie naturalnie (...)
Członkowie Rady Górnośląskiej apelują o – zgodne z ratyfikowaną przez Polskę Europejską kartą języków regionalnych lub mniejszościowych – przywrócenie językowej różnorodności Górnego Śląska poprzez wspieranie znajdujących się w mniejszości etnolektów śląskiego, niemieckiego i czeskiego. Nastąpi to poprzez równe traktowanie wszystkich grup językowych, a to z kolei uwarunkowane jest prawnym ustanowieniem śląskiego języka regionalnego